# 中国人民解放军陆军炮兵第七十八旅
炮兵第七十八旅（英語：78th Artillery Brigade），又名“长白雄狮”，是中国人民解放军陆军第七十八集团军下属的炮兵旅，驻地吉林省四平市铁东区。代号65334部队。

## 历史概述
该旅前身是1939年12月组建的八路军留守兵团警备第1旅。抗日战争时期，长期执行保卫陕甘宁边区的任务。后编入西北野战军第四纵队为警备第一旅，后整编为第四军第十师。
1952年7月26日，在陕西省由泾阳第四军第十师师部改编为炮十师师部；辖炮1团、炮2团、炮3团。第四军十师第29团组建炮兵十师第3团，并接收六军炮工团一部改编的炮兵第1团，二野炮兵暂编的21团改为炮兵第2团。
2003年缩编为陆军第十六集团军炮兵旅，2017年改为炮兵第七十八旅。

## 沿革[4]
- 炮兵第十师——（1952年7月-2003年12月）
- 陆军第十六集团军炮兵旅——（2003年12月-2017年2月）
- 陆军第七十八集团军炮兵第七十八旅——（2017年2月至今）